# Pınar Saka
Pınar Saka (ur. 5 listopada 1985 roku w Üsküdar w Stambule) – turecka biegaczka krótkodystansowa, uczestniczka igrzysk w Londynie (2012). 

## Życiorys

### Wykształcenie
Studiowała biznes międzynarodowy na Uniwersytecie w Nebrasce. Jest członkiem klubu Enkaspor w Stambule, gdzie trenuje ją Öznur Dursun.

### Igrzyska śródziemnomorskie
Uczestniczyła w igrzyskach śródziemnomorskich 2005 w sztafecie 4x100, 400 m oraz sztafecie 4x400 m. Zdobyła tam brązowy medal w sztafecie 4x400 m z czasem 3: 40.75.
W 2011 zdobyła srebrny medal na Letniej Uniwersjadzie w Shenzhen w sztafecie 4x400 m z czasem 3.31.05.

### Igrzyska olimpijskie
Zakwalifikowała się do igrzysk w Londynie. Wzięła udział w biegu na 400 metrów. W eliminacjach, z czasem 52.38 zajęła 4. miejsce nie promujące do dalszego etapu rywalizacji. 